# Kenji Kikawada
Kenji Kikawada (黄川田 賢司 Kikawada Kenji?, nacido el 28 de octubre de 1974 en Saitama) es un exfutbolista japonés. Jugaba de delantero y su último club fue el Kawasaki Frontale de Japón.

## Trayectoria

### Clubes
| Club              | País  | Año         |
| ----------------- | ----- | ----------- |
| Consadole Sapporo | Japón | 1997 - 2001 |
| Kawasaki Frontale | Japón | 2002 - 2003 |

## Palmarés

### Títulos nacionales
| Título    | Club              | País  | Año  |
| --------- | ----------------- | ----- | ---- |
| J2 League | Consadole Sapporo | Japón | 2000 |